# Нестерка (пьеса)
Нестерка — пьеса Виталия Вольского, комедия на материале белорусских народных сказок. Написана в 1940 году, впервые поставлена 18 мая 1941 года Вторым Белорусским ГДТ на гастролях в Петрозаводске. В 1946 году постановка была отмечена Сталинской премией. Экранизирована в 1955 году.
К 2016 году только Вторым Белорусским ГДТ пьеса была поставлена более 600 раз. Музыкальная комедия по пьесе была поставлена более 150 раз.

## Сюжет
Пьеса — народно-лубочная сатирическая комедия, основана на белорусском фольклоре, легендах, присказках, загадках и преданиях.
Весёлый и неунывающий странствующий бедняк Нестерка, дурящий панов защитник и помощник простым людям, находящий выход из любой сложной ситуации, приходит на помощь трудолюбивому и честному, но бедному парню Юрасю и дочери гончара Насте, которые любят друг друга, но не могут соединиться: мать девушки Мальвина видит её женой школяра Самохвальского.
Нестерке, пройдя через множество весёлых приключений и препятствий, удаётся перехитрить пана Барановского, который обвиняет его во вредительстве, обвести судью, победить в учёном диспуте школяра, спровадить этого карьериста якобы в зарубежные страны и склонить Мальвину к даче согласия на свадьбу Насти с Юрасем.

### Действующие лица
Ниже указаны роли и артисты, участвовавшие в первой постановке пьесы.
- Нестерка — Александр Ильинский
- Юрась — Анатолий Шелег
- Матей — Анатолий Трус
- Мальвина — Янина Глебовская
- Настя — Зинаида Конопелько
- школяр Самохвальский — Тимофей Сергейчик
- пан Барановский — Степан Скальский
- Судья — Иосиф Матусевич

Первым исполнителем главной роли, и затем на протяжении четверти века, был Александр Ильинский. С 1967 года и на протяжении 50 лет роль Нестерки исполнял Фёдор Шмаков и стал неотделим от образа, ряд попыток его заменить окончились неудачей. В экранизации 1955 года роль Нестерки исполнил Борис Тенин.

## Постановка
Впервые пьеса была поставлена 18 мая 1941 года в городе Петрозаводске с началом гастролей Второго Белорусского Государственного театра.
Ставил пьесу Наум Лойтер, музыка Исаака Любана, сценография и костюмы Липы Кроля, художественный руководитель Павел Молчанов.
С началом Великой Отечественной войны декорации вывезти в Витебск не успели, и петрозаводские железнодорожники, которым очень понравился спектакль, помогли театру сохранить декорации и костюмы — выделили вагон и оперативно отправили его в Уральск, куда была из Витебска эвакуирована труппа театра. В Уральске первым спектаклем поставленным театром, в сентябре 1941 года, стал также «Нестерка». Осенью 1943 года театр был переведён в Орехово-Зуево и дал в 1944 году гастроли в Москве, где, наряду с постановками театром пьес «Русские люди» К.Симонова и «Фронт» А.Корнейчука, спектакль «Нестерка» был в основном репертуаре, и имел особенный успех.
На «родной» сцене театра в Витебске премьера пьесы состоялась только в 1946 году и сразу была отмечена Сталинской премией.
Как писал автор В. Вольский: 

Я поставил перед собой задачу создать комедию с напряженным и четко очерченным сюжетом, веселую и легкую, освещённую искрами народного юмора, украшенную яркими красками, музыкой, пением и танцами. Мне хотелось дать театру драматический материал для спектакля яркого, живого и красочного, чтобы зритель все время чувствовал себя в атмосфере народного зрелища, чтобы непрерывными волнами лился со сцены в зал живой поток народного искусства.— из интервью литературной газете «Литература и искусство» от 14 мая 1941
Театровед В.И. Нефёд, описывая первую постановку пьесы, отмечал:

Режиссер Н.Лойтер поставил спектакль в виде стилизованной реалистической сказки (художник Л.Кроль, композитор И.Любан). Такой подход к произведению позволил рядом с жизненно правдивой трактовкой образов пользоваться приемами преувеличения, гротеска. Так, при обрисовке отрицательных персонажей режиссёр и актеры создавали доведенную до гротеска выразительную внешнюю и внутреннюю характеристику, начиная от костюма и походки и заканчивая речевыми особенностями каждого.— Советский театровед, член-корреспондент АН БССР, В.И. Нефёд — «История белорусского театра»
Пьеса стала визитной карточкой театра и не сходит с его подмостков в течение уже семи десятков лет — все эти годы каждый новый театральный сезон начинается «Нестеркой».
В 1955 пьеса показывалась на Декаде белорусского искусства и литературы в Москве, и том же году была экранизирована.
В 90-е годы пьеса на некоторое время была снята с репертуара.
В 2006 году спектакль был переработан и представлен на VII Международном Волковском фестивале в Ярославле, при этом современный вариант основан на той самой первой, предвоенной постановке: костюмы и декорации, вплоть до резьбы на деревянных балках, были созданы по эскизам Липы Кроля и по фотографиям. Работа по восстановлению заняла три года, были изучены архивные материалы, опрошены технический персонал и артисты, занятые в первых постановках. Новый сезон театра 2006 года вновь был открыт «Нестеркой» и главную роль исполнил как и прежде Фёдор Шмаков.

### Музыкальная комедия
28 декабря 1979 года на сцене Белорусского музыкального театра состоялась премьера музыкальной комедии «Нестерка». Либретто написали автор пьесы «Нестерка» драматург Виталий Вольский и поэт Артур Вольский. Музыка композитора Георгия Суруса. Балетмейстер Семён Дречин, хормейстер Нелли Андросова, дирижёр оркестра Иосиф Абрамис.
В главной роли — Константин Лосев, причём это была его первая роль в оперетте и первая роль в этом театре, куда он только перешёл из Горьковского театра оперы и балета
Музыкальная комедия также стала очень популярной, и за 20 лет была поставлена 155 раз.

Спектакль долго живет потому, что здесь все удачно сочетается: неумирающий образ Нестерки, ёмкие характеры других персонажей, интересная работа режиссера, художника, методичная музыка.— Нина Ревинская

## Награды
В 1941 году пьеса была отмечена первой премией на Всесоюзном конкурсе драматургических произведений.
В 1946 году Сталинская премия второй степени за спектакль «Нестерка», поставленный на сцене Второго Белорусского ГДТ (Витебск) присуждена: постановщику Н.Б. Лойтеу, композитору И.И. Любану, исполнителю главной роли А.К. Ильинскому, исполнителю роли школяра Самохвальского Т.Н. Серегейчику и художественному руководителю П.С. Молчанову.

## Экранизации
- 1955 — «Нестерка» — фильм режиссёра Александра Зархи.
- 1980 — «Нестерка» — мультипликационный фильм.
- 2013 — «Приключения Нестерки» — анимационный полнометражный фильм.

## Интересные факты
- Театральный занавес к первому спектаклю «Нестерка» хранится в Витебском областном краеведческом музее.[9]
- За много лет постановка в Витебском театре обросла легендами. Например, что после войны на каждый спектакль приходил часовой мастер, при этом всегда занимал место в пятом ряду.[10] Или, что тромбонист оркестра, имевший короткую реплику в постановке — имитацию вопроса из зала, однажды расширил реплику до монолога.[11]
- В 2014 году почта Белоруссии выпустила почтовую марку «Театр имени Якуба Коласа - “Нестерка”» (№ 1025).